# Leptobarbus
Leptobarbus là một chi cá chép nước ngọt bản địa của vùng Đông Nam Á, một số loài cá trong chi này có giá trị làm thực phẩm

## Các loài
- Leptobarbus hoevenii (Bleeker, 1851) Cá chài hay còn gọi là cá chày
- Leptobarbus hosii (Regan, 1906)
- Leptobarbus melanopterus M. C. W. Weber & de Beaufort, 1916
- Leptobarbus melanotaenia Boulenger, 1894
- Leptobarbus rubripinna (Fowler, 1937)